# Sytuacjonizm (ruch społeczno-artystyczny)
Sytuacjonizm – ruch społeczno-artystyczny powstały w latach pięćdziesiątych XX wieku, skupiający głównie artystów, architektów i radykalnych działaczy studenckich z Francji, Holandii, Belgii, Danii i Włoch. 
Zrzeszał członków z ruchu artystycznego Międzynarodówki Lettrystycznej.
Według sytuacjonizmu dźwignią rewolucji społecznej jest przewrót w świadomości zbiorowej. Dlatego pojawia się postulat kreowania sytuacji kontrkulturowych (kontrkultury) – stąd termin sytuacjonizm. Młodzież z właściwą jej żywą twórczością jest podmiotem walki rewolucyjnej. Zamiast demonstracji zaleca się „bezpośrednie działanie polityczne”. Studenci-sytuacjoniści zajęli w 1966 samorząd Uniwersytetu w Strasburgu, rozpoczynając tym sytuację buntu młodzieży w Europie, którego finałem stał się Maj 1968. 14 maja 1968 studenci-sytuacjoniści podjęli okupację uniwersytetu w Nanterre pod Paryżem.

## Podłoże filozoficzne
Sytuacjoniści wywodzili swoją teorię filozoficzną bezpośrednio od marksizmu lub anarchizmu, zaś od strony artystycznej nawiązywali m.in. do dadaizmu i surrealizmu, co doprowadziło ich do całościowej krytyki kultury Zachodu.

## Odrzucenie opresji na lewicy
W pamflecie O Nędzy w Środowisku Studenckim (De la misère en milieu étudiant considérée sous ses aspects économique, politique, psychologique, sexuel et notamment intellectuel et de quelques moyens pour y remédier) Sytuacjoniści krytycznie podchodzili do innych nurtów ultralewicowych. Stalinistów, trockistów i maoistów atakowali za biurokratyzację rewolucji, opresję i antydemokratyczne nastawienie, zaś anarchistów za skrajny idealizm i niezrozumienie procesów społeczno-ekonomicznych. Ich krytyka okazała się słuszna, gdy w czasie paryskiego maja 1968 roku wszystkie pozostałe nurty albo zasiliły siły kontrrewolucji (staliniści) albo dryfowały na rewolucyjnej fali, nie rozumiejąc sytuacji. Sytuacjoniści walczyli również z koncepcjami łączenia marksizmu ze strukturalizmem, postmodernizmem i psychoanalizą, uważając, że prowadzi to do upadku marksizmu jako teorii i metody rewolucyjnej oraz utraty przez niego wszelkiej siły krytycznej.

## Krytyka konsumpcjonizmu
Sytuacjoniści twierdzili, że współczesny świat obdarzony jest szczególną formą fałszywej świadomości, która każe mu traktować fetyszyzm towarów (fr. fétichisme de la marchandise) opisanych przez Marksa jako jedyną możliwą rzeczywistość, a wszelkie przejawy życia sprowadzają się do ich reprezentacji. Uważają, że pogoń za materialnymi dobrami odbiera wolność ludziom i przez to pozbawia ich człowieczeństwa.

## Spektakl
Rozwinięte przez nich pojęcie „spektaklu” (fr. spectacle) oznaczające model społeczeństwa, w którym demokracja jest fasadą, a społeczeństwo może być tylko widzem spektaklu, nie zaś jego czynnym uczestnikiem. Pojęcie odnosiło się do krajów „demokratycznego” kapitalizmu (tzw. spektakl rozproszony) w których jawił się on poprzez nadmiar towarów i rozwój reklamy, jak i do kapitalizmu państwowego krajów bloku wschodniego (tzw. spektakl skoncentrowany) w których opierał się on na partii.
W 1988 Guy Debord opisał tzw. spektakl zintegrowany, który rozwinął się po upadku Związku Radzieckiego, a którego zalążki dostrzegł on w latach osiemdziesiątych.
Za twórców teoretycznego podłoża ruchu sytuacjonistów uważani są Guy Debord oraz Ivan Szczegłow (Иван Владимирович Щеглов).
Międzynarodówka Sytuacjonistów (Internationale situationniste) powstała w 1957 roku.
W Polsce do myśli sytuacjonistycznej nawiązywały działające w latach dziewięćdziesiątych grupy anarchistów skupione wokół pisma „Rewolta” w Warszawie i „Monada” we Wrocławiu.